# Cratere Holden (Marte)
Holden è un cratere sulla superficie di Marte.
Il cratere è dedicato all'astronomo statunitense Edward Singleton Holden.